# چن یوکی
چن یوکی (چینی ساده: 陈钰琪; پین‌یین: Chén Yùqí؛ زادهٔ ۲۹ ژوئیه ۱۹۹۲) همچنین با نام یوکی چن (انگلیسی: Yukee Chen) نیز شناخته می‌شود، بازیگر اهل چین است.

## اوایل زندگی و تحصیلات
چن یوکی با نام تولد چن چیان (چینی ساده: 陈倩) زادهٔ ۲۹ ژوئیه ۱۹۹۲ در چنگدو، سیچوآن، چین است. او در کالج جین‌چنگ دانشگاه سیچوآن به تحصیل هنرهای نمایشی پرداخت.
پس از فارغ‌التحصیلی، او به عنوان سیاهی‌لشکر با کمپانی هنگ‌دیان ورلد استودیوز شروع به کار کرد.